# 4694 Festou
4694 Festou (1985 PM) là một tiểu hành tinh vành đai chính được phát hiện ngày 14 tháng 8 năm 1985 bởi Bowell, E. ở Flagstaff.